# Centropogon hartwegii
Centropogon hartwegii este o specie de plantă din familia Campanulaceae. Este endemică din Ecuador. Habitatul natural al speciei constă în zonele cu iarbă montane tropicale sau subtropicale umede.